# Asfandiar Khan
Asfandiar Khan (parfois Isfandiar Khan), né en 1871 à Khiva et mort le 1er septembre 1918 à Khiva, est le douzième et dernier souverain de la dynastie ouzbèke des Koungrates, d'origine mongole, qui règna dans le khanat de Khiva de 1910 à 1918. Le khanat est devenu protectorat de l'Empire russe au sein du Turkestan en 1873.

## Biographie
Asfandiar accède au pouvoir en Khorézmie après la mort de son père Mouhammad Rahim Khan (1845-1910), mais à la différence de celui-ci, il n'a pas de dons particuliers. C'est son grand vizir, le Premier ministre Islam Khodja (qui était également son beau-père) qui tient le premier rôle. Ce dernier développe sur ses fonds propres la production de coton, fait ouvrir des infirmeries et des boutiques d'apothicaires, une poste avec un télégraphe et des écoles laïques. Il fait construire une médersa portant son nom avec le minaret le plus élevé de Khiva en 1908-1910. Il est assassiné en 1911, par des hommes à la solde du ministre de la guerre Nazar Beg, non sans une certaine implication d'Asfandiar.
L'empereur Nicolas II lui décerne l'ordre de Saint-Stanislas en 1896, l'ordre de Sainte-Anne avec brillants en 1900 et l'ordre de l'Aigle blanc en 1911. Il accède au grade de général-major de l'armée impériale en 1910 et il est nommé À la suite de S.M.I. en 1911. Nicolas II lui décerne le droit d'utiliser le prédicat d'altesse royale en 1913.
Lorsque la Première Guerre mondiale éclate, les Russes demandent au khan de participer financièrement à l'effort de guerre; mais les fonds n'arrivent pas malgré de nouvelles taxes qui provoquent de forts mécontentements, notamment dans les tribus. En juin 1915, le gouverneur-général du Turkestan, le général von Martson, installe une garnison à Khiva pour protéger le khan. Nazar Beg est exilé. Les troubles s'intensifient en janvier 1916. Le mois suivant, le chef de tribus turcomanes, Djounaïd Khan, réussit à neutraliser la garnison russe et à occuper Khiva. Les troupes du général Galkine, gouverneur de la province du Syr-Daria, reprennent Khiva quelque temps plus tard, tandis que Djounaïd Khan s'enfuit en Afghanistan.
En juillet 1916, le général von Martson est remplacé par le général Kouropatkine qui arrive à Tachkent en août suivant pour mater la rébellion des tribus.
La révolution de Février, qui provoque la fin du régime impérial, résonne jusque dans le khanat de Khiva. Un soviet de soldats et d'ouvriers députés se forme à la garnison russe de Tachkent, bientôt imité à Khiva. Le 5 avril 1917, le mouvement des Jeunes Khivaïtes presse le khan de procéder à des réformes. Ce dernier est donc obligé d'émettre un manifeste selon lequel il promet de former une assemblée - ou majlis - où seraient représentés les Jeunes Khivaïtes (mais pas les Turcomans), ainsi que l'amélioration du système judiciaire et une garantie des libertés civiles. Le pouvoir du khan se trouve donc limité. Le président de l'assemblée est désigné en la personne du Jeune Khivaïte Boboakhoun Salimov. Cependant la situation s'aggrave rapidement et  les forces réactionnaires reprennent l'ascendant. Finalement les Jeunes Khivaïtes sont renversés et les réformes promises dans le manifeste sont repoussées. En même temps, Djounaïd Khan, revient à Khiva pour être nommé commandant des forces armées du khanat et concentre bientôt tous les pouvoirs entre ses mains au printemps 1918, tandis que les bolchéviques affirment leur influence. Les hommes de Djounaïd Khan assassinent Asfandiar dans son palais de Nouroulla-Baï. Les communistes commencent à se rebeller en novembre 1919. Finalement l'Armée rouge envahit le khanat en février 1920. Le 2 février 1920, le fils d'Asfandiar, Saïd Abdoulla Khan, qui n'avait jamais vraiment exercé le pouvoir à cause de son jeune âge, quitte le trône.

## Bibliographie

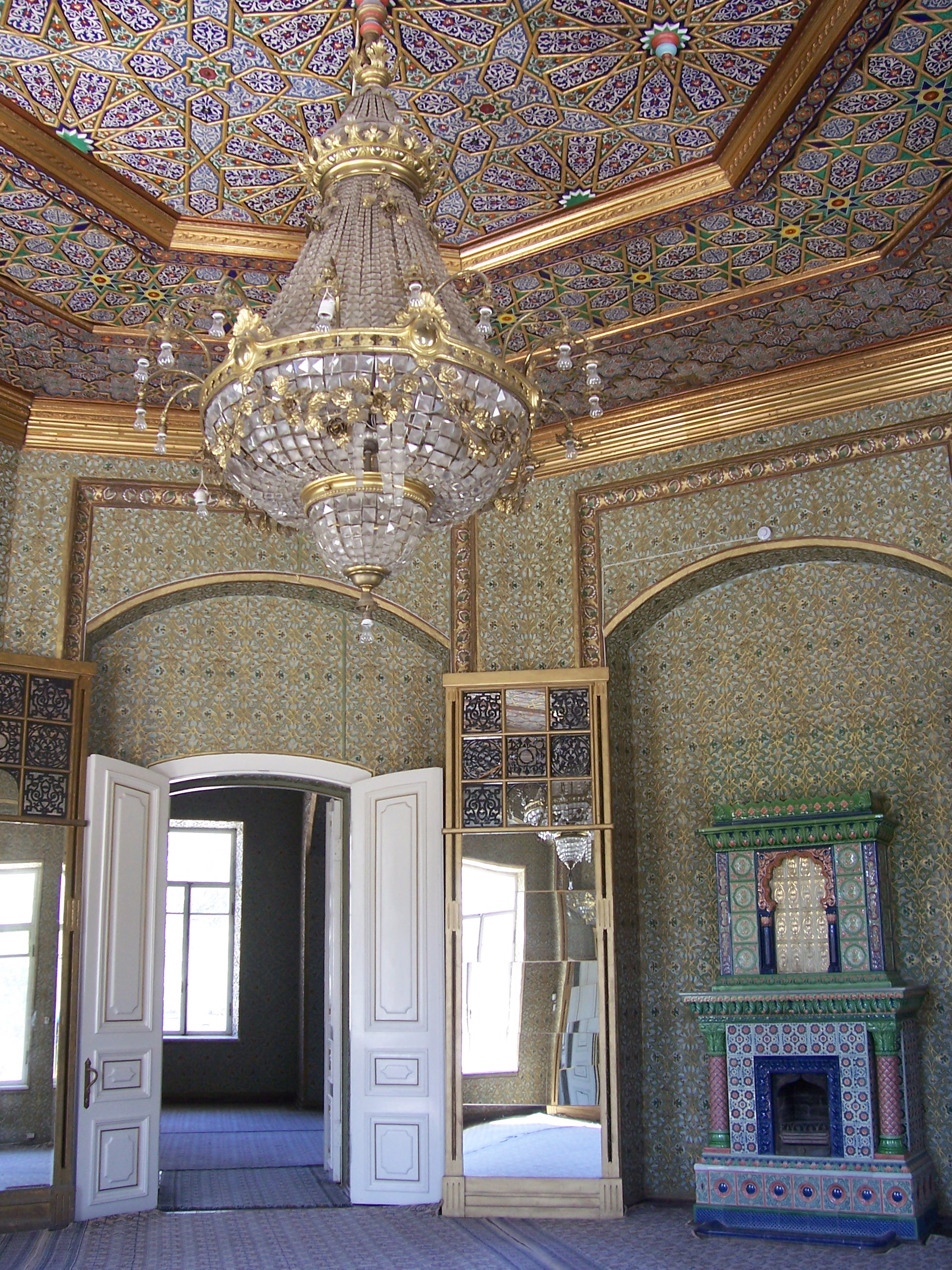
Un des salons du palais de Nouroulla-Baï.